# سيد كاتليت (كرة سلة)
سيد كاتليت (بالإنجليزية: Sid Catlett)‏ (مواليد 18 أبريل 1948 - 3 نوفمبر 2017)، هو لاعب كرة سلة أمريكي معتزل. بدأ مسيرته الاحترافية في سنة 1971. تم اختياره من قبل فريق سكرامنتو كينغز خلال الدرافت. لعب في الرابطة الوطنية لكرة السلة. حمل الرقم 43. يبلغ طوله 6 قدم 6 بوصة (2.0 م). اعتزل اللعب في 1972.

## روابط خارجية
- سيد كاتليت على موقع إن بي أي (الإنجليزية)
- سيد كاتليت على موقع سبورتس رفرنس (الإنجليزية)
- سيد كاتليت على موقع كلية كرة السلة في سبورتس رفرنس.كوم (الإنجليزية)
- سيد كاتليت على موقع ريلجم (الإنجليزية)
- سيد كاتليت على موقع بروبوليرز (الإنجليزية)